# FC Emmenbrücke
Der FC Emmenbrücke ist ein Schweizer Fussballverein aus Emmen, einer Gemeinde im Kanton Luzern. Der Verein spielt aktuell in der 2. Liga interregional, der fünfthöchsten Spielklasse der Schweiz.

## Geschichte
Der FC Emmenbrücke wurde 1921 auf dem Gebiet von Littau in Reussbühl gegründet mit der Idee, sich von einer bereits bestehenden Fussballvereinigung in Emmen zu trennen. Wenig später war der Verbandsbeitritt Tatsache und brachte einen geregelten Spielbetrieb. Als Clubfarben wurden in Anlehnung an die BSC Young Boys Gelb und Schwarz gewählt. Das Hauptproblem war die Suche nach einem geeigneten Spielfeld. Gespielt wurde zunächst in Reussbühl, ab 1923 auf einer Streulandparzelle im Gebiet Mooshüsli in Emmen und anschliessend bis 1947 wieder im Exil in Littau im Gebiet Rothen. Im Jahre 1947 kehrte der FC Emmenbrücke nach Emmen zurück und spielte auf dem Sportplatz Emmenfeld. Dort gelang der Aufstieg in die 1. Liga. 1961 durfte der FC Emmenbrücke in die neue Sportanlage im Stadion Gersag dislozieren, die bis heute die Heimspielstätte bildet. Erstmals in seiner Geschichte qualifizierte sich die 1. Mannschaft des FC Emmenbrücke im Jahre 1968 für die Aufstiegsspiele zur Nationalliga B, schied dabei jedoch aus. Nach 20 Jahren ununterbrochener Mitgliedschaft in der 1. Liga musste schliesslich der Abstieg in die 2. Liga hingenommen werden, doch 1978/79 kehrte der FC Emmenbrücke wieder in die 1. Liga zurück.
In der Saison 1987/88 feierte der FC Emmenbrücke mit dem erstmaligen Aufstieg in die Nationalliga B den bisher grössten Erfolg der Vereinsgeschichte und war damit in der zweithöchsten Liga des Landes angekommen. In der Folgesaison setzte sich der Verein in der NLB-Abstiegsrunde gegen den FC Biel-Bienne und Renens FC durch und schaffte den Ligaerhalt. Ein Jahr später belegte der FC Emmenbrücke den achten Platz in der Gruppe Ost der Nationalliga B und verhinderte erneut den Abstieg in die 1. Liga. Nach der Saison 1991/92 stieg der Verein sportlich als Letzter der NLB-Abstiegsrunde in die 1. Liga ab, durfte allerdings für eine weitere Saison in der Liga verbleiben, da Étoile Sportive FC Malley und dem SC Zug die Lizenz für die Nationalliga B nicht gewährt wurde. Ein Jahr später konnte der Abstieg in die 1. Liga allerdings nicht mehr verhindert werden.
Nach dem Abstieg von der Nationalliga B in die 1. Liga stieg ein schuldengeplagtes Emmenbrücke bis ins Jahr 1999 sogar in die regionale 3. Liga ab. Erst 2002 gelang mit dem Aufstieg in die 2. Liga regional die Wende. Unter einem neuen Vorstand um Präsident Bruno Rogger schaffte der FC Emmenbrücke in der Saison 2005/06 mit Trainer Raphael Keller den Aufstieg in die neu gegründete 2. Liga interregional. Zum Ende der Saison 2007/08 feierte der FC Emmenbrücke die Sanierung der denkmalgeschützten Haupttribüne im Stadion Gersag. Der 1. Mannschaft gelang mit einem 4:0-Auswärtssieg gegen den FC Wettingen 93 unter Trainer Orlando Keller in der vorletzten Runde sogar die Rückkehr in die 1. Liga (damals die dritthöchste Schweizer Spielklasse), wo der FC Emmenbrücke die Saison 2008/09 gleich auf dem hervorragenden vierten Platz abschliessen konnte. In der gleichen Saison wurde mit dem benachbarten SC Emmen eine erfolgreiche Leistungsgruppierung der A- bis C-Junioren unter dem Namen «Emmen United» gegründet.
Am Ende der Saison 2009/10, welche aufgrund des Gastspiels des FC Luzern im Stadion Gersag von enormen spielplantechnischen Nachteilen für den FC Emmenbrücke geprägt war (u. a. wurden Heimspiele auf die Aussenplätze der Sportanlagen Allmend in Luzern verlegt), musste die 1. Mannschaft im Entscheidungsspiel gegen den SC Cham wieder den Abstieg in die 2. Liga interregional hinnehmen, wo man die vier folgenden Spielzeiten bestritt. Höhepunkt der Saison 2012/13 war die ersehnte Eröffnung des neu erstellten Kunststoffrasenfeldes im Rossmoos, welches auch vom SC Emmen benutzt wird. Unter dem neuen Präsidenten Franco Gulli folgte in den Saisons 2013/14 und 2014/15 für das Fanionteam erneut der direkte Abstieg in die 3. Liga. Den unmittelbaren Wiederaufstieg verpasste der FC Emmenbrücke dann in der Saison 2015/16 mit Trainer Sandro Waser erst im letzten Aufstiegsspiel. Zwei Jahre später glückte der Aufstieg in die 2. Liga regional unter Trainer Jean-Daniel Gross dann doch und zum Ende der Saison 2018/19 kehrte der FC Emmenbrücke als IFV-Regionalmeister wieder in die 2. Liga interregional zurück. Im gleichen Zeitraum stieg allerdings die 2. Mannschaft des FC Emmenbrücke aus der 3. Liga zwischenzeitlich bis in die 5. Liga ab, die Juniorengruppierung «Emmen United» musste sistiert werden und die einzige A-Juniorenmannschaft wurde zurückgezogen. Im Jahre 2021 feierte der Verein sein 100-jähriges Bestehen.
Zum Ende der Saison 2021/22 erreichte der FC Emmenbrücke unter Trainer Meris Kazic als Zweiter der Gruppe 4 der 2. Liga interregional den Aufstieg in die 1. Liga Classic (vierthöchste Spielklasse). Diese Spielklasse konnte in der Folgesaison mit Trainer Meris Kazic zwar noch knapp gehalten werden. Ein Jahr später mit Trainer Roman Wipfli war die Rückkehr in die 2. Liga interregional aber nicht mehr zu verhindern. Während der Saison trat Franco Gulli vom Präsidentenamt zurück und übergab sein Amt an ein Co-Präsidium ad interim aus Valon Kameraj und Armin Duss. In der Saison 2024/25 schaffte Trainer Sinan Kabatas den Klassenerhalt.

## Spieler
- Kudi Müller (19??–1966) Jugend, (1966–1968) Spieler,
- Rainer Ohlhauser (1976–1977)
- Frank Eggeling (1988–1990)
- Martin Andermatt (1992–1994), Spielertrainer